# Berberis karkaralensis
Berberis karkaralensis là một loài thực vật có hoa trong họ Hoàng mộc. Loài này được Kornil. & Potopov mô tả khoa học đầu tiên năm 1961.